# 日香木
日香木（学名：Cestrum diurnum）是茄科夜香樹屬的一種植物。這種植物原產於西印度群島，在白天開花。日香木的種子產量很多，且很容易通過種子繁殖。日香木是常綠性灌木，廣泛種植於印度。